# 2104 Toronto
Toronto (asteróide 2104) é um asteróide da cintura principal, a 2,8206906 UA. Possui uma excentricidade de 0,1163795 e um período orbital de 2 083,21 dias (5,71 anos).
Toronto tem uma velocidade orbital média de 16,67047277 km/s e uma inclinação de 18,37491º.
Esse asteróide foi descoberto em 15 de Agosto de 1963 por Karl Kamper.